# Evandro
Evandro Goebel (Blumenau, 23 augustus 1986) is een Braziliaans voetballer die bij voorkeur als aanvallende middenvelder speelt. Hij tekende in januari 2017 een contract tot medio 2019 bij Hull City, dat hem overnam van FC Porto.

## Clubcarrière
Evandro komt uit de jeugdopleiding van Atlético Paranaense, waarvoor hij in 2005 in het eerste elftal debuteerde. Die club verhuurde hem aan Goiás EC, Palmeiras, Atlético Mineiro en EC Vitória. Hij tekende op 1 december 2010 bij Rode Ster Belgrado. Twee jaar later trok hij naar het Portugese GD Estoril-Praia, waar hij in zijn eerste seizoen drie doelpunten maakte in 25 wedstrijden. Het seizoen erna scoorde hij elf keer in 28 competitieduels, waarmee hij een transfer naar FC Porto afdwong. 
1 Pandur ·
2 Coyle  ·
3 Giles ·
4 Hughes ·
5 Jones ·
6 McLoughlin ·
7 Millar ·
8 Mehlem ·
9 Bedia ·
11 Sinik ·
12 Pedro ·
14 Vaughan ·
16 Longman ·
17 Burns ·
18 Simons ·
19 Alzate ·
20 Puerta ·
22 Rushworth ·
23 Drameh ·
25 Zambrano ·
26 Smith ·
27 Slater ·
29 Jacob ·
31 Racioppi ·
32 Lo-Tutala ·
33 Belloumi ·
34 Cartwright ·
36 Jarvis ·
40 Foster ·
41 Sellars-Fleming ·
43 Ashbee ·
44 Kamara ·
45 Palmer ·
47 Tinsdale ·
48 Burstow ·
Coach: Walter